# Třída Narvik (1991)
Třída Narvik byla plánovaná třída oceánských minolovek francouzského námořnictva. Jejich francouzské označení bylo BAMO (Bâtiment Anti-Mines Ocèanique). Měla likvidovat různé typy min do hloubky až 300 metrů. Celkem byla objednána stavba šesti jednotek této třídy. Ve službě měly nahradit plavidla americké třídy Agile. Po skončení studené války však byl projekt zrušen, takže dokončena nebyla ani jedna.

## Stavba
Oceánské minolovky třídy Narvik navrhla francouzská loděnice DCN. Celkem byla objednána stavba až šesti jednotek. Roku 1990 byl v loděnici DCN v Lorientu založen kýl prototypového plavidla Narvik (M651). Na vodu bylo spuštěno 22. března 1991, ale následně byl celý projekt zrušen a plavidlo zůstalo nedokončené. Stavba sesterských lodí byla kvůli rozpočtovým škrtům zrušena v roce 1992, ještě před založením kýlu. Jména dalších plavidel měla být Autun (M652), Bir-Hakeim (M653), Colmar (M654), Garigliano (M655) a Berlaimont (M656). Rozestavěná minolovka Narvik následně zůstala dlouhodobě zakotvena v Brestu.

## Konstrukce
Plavidla měla koncepci katamaránu. Měla být vybavena navigačním radarem DRBN-32, sonary DUBM-42 (vlečný) a DUBM-60A, dvěma dálkově ovládanými podmořskými drony PAP-104 Mk.5 a traly pro likvidaci kontaktních, magnetických a akustických min. Plánovanou výzbroj tvořil jeden 20mm kanón a dva 12,7mm kulomety. Pohonný systém měly tvořit dva diesely SACM UD33 V12 M4 o výkonu 2720 hp, pohánějící dva lodní šrouby. Manévrovací schopnosti zlepšovala dvě pomocná dokormidlovací zařízení o výkonu 340 hp. Nejvyšší rychlost měla dosahovat 15 uzlů. Dosah byl 5000 námořních mil při rychlosti 10 uzlů.